# Lepocnemis
Lepocnemis é um gênero de mariposa pertencente à família Acrolepiidae.